# Trois Contes
Trois Contes est le titre d'un recueil de trois nouvelles de Gustave Flaubert parues sous forme d'épisodes dans deux journaux différents au cours du mois d'avril 1877 et publiées dans leur intégralité le 24 avril 1877 par l'éditeur Georges Charpentier. Cette œuvre que Flaubert mit près de trente ans à écrire dans sa totalité constitue sa dernière production romanesque achevée, puisqu'il est mort trois ans après sa publication.

## Historique

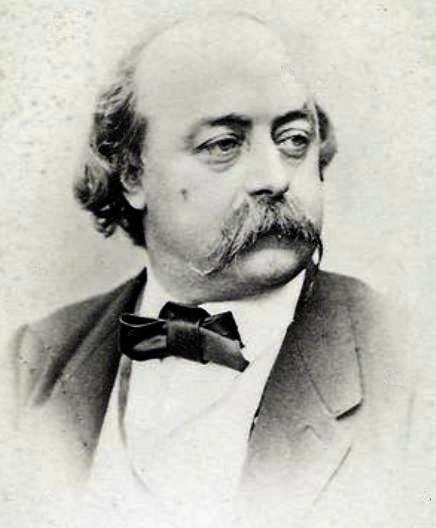
Gustave Flaubert vers 1865.

La période de création des Trois Contes est large puisque les premières ébauches de plan de La Légende de saint Julien l'Hospitalier datent de janvier 1844 lorsque Gustave Flaubert, séjournant chez son père à Rouen, découvre dans une brève période à la fois les vitraux de la cathédrale de Rouen représentant la légende de Julien l'Hospitalier et une statuette en pierre du saint dans l'église de Caudebec-en-Caux,. Par ailleurs, Flaubert a eu pour maitre de dessin le graveur rouennais Hyacinthe Langlois qui publia un Essai historique et descriptif sur la peinture sur verre, dans lequel il s'attache particulièrement à la gravure par Espérance Langlois des vitraux de la Vie de saint Julien qu'il souhaitait utiliser pour l'édition de luxe de son ouvrage,. Il reprend ses travaux sur Saint Julien en mai 1856 après la publication de Madame Bovary et avoir fait les premières corrections de La Tentation de saint Antoine à laquelle il souhaite dans un premier temps adjoindre son conte sur saint Julien pour un ouvrage commun devant paraître en 1857. Cependant, le procès de Madame Bovary ne lui permet pas de finir ce dessein et la Légende de saint Julien est remise à plus tard. C'est seulement en 1875, alors qu'il peine dans la rédaction de Bouvard et Pécuchet, qu'il décide de s'accorder une pause et se remet au projet de saint Julien lors d'un séjour estival à Concarneau. Il finit ce premier conte traitant du Moyen Âge le 20 février 1876 et décide de le flanquer de deux autres nouvelles que seront d'une part Un cœur simple, dans le plus pur style flaubertien de l'étude de caractères de ses contemporains, et d'autre part Hérodias narrant la décapitation de saint Jean le Baptiste par le tétrarque Antipas durant la période antique.

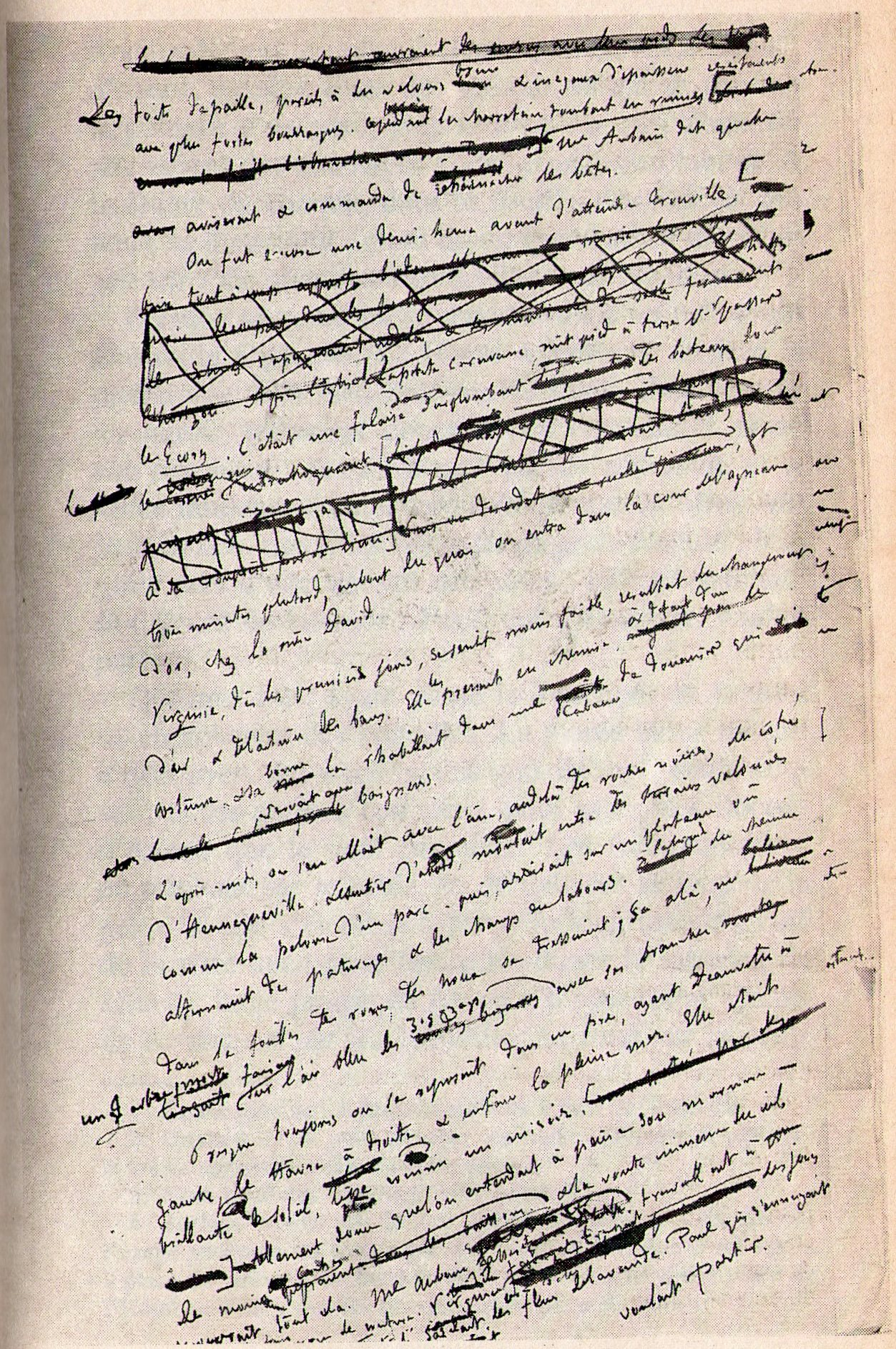
Page du manuscrit d’Un cœur simple (photo Roger-Viollet).

Flaubert commence alors immédiatement l'écriture d'Un cœur simple dans lequel il réinvestit nombre de ses souvenirs d'enfance et de personnes qu'il a connues alors. Il prend pour modèle « Mademoiselle Julie », la servante de ses parents qui l'éleva avant de passer à son service durant plus de cinquante ans jusqu'à sa mort, pour composer le personnage de Félicité. Lui-même et sa jeune sœur Caroline, morte en mars 1846 à vingt-deux ans, sont les Paul et Virginie, au nom évocateur, de la nouvelle, et sa tante Allais sera Mme Aubain. L'écriture qui s'avèrera plus difficile qu'il ne le pensait, notamment pour finir la nouvelle, s'étale de février 1876 au 17 août 1876. Il entreprend sans délai le troisième volet de son triptyque auquel il a pensé au mois d'avril 1876 lors de la rédaction de la deuxième nouvelle et écrit à Mme Roger des Genettes : 

« Savez-vous ce que j'ai envie d'écrire après cela ? L'histoire de saint Jean-Baptiste. La vacherie d'Hérode pour Hérodias m'excite. Ce n'est encore qu'à l'état de rêve, mais j'ai bien envie de creuser cette idée-là. Si je m'y mets cela me fera trois contes, de quoi publier à la rentrée quelque chose d'assez drôle. »

Il en commence l'écriture à la fin d'octobre 1876 et l'achève le 15 février 1877 pour un volume à paraître le 15 avril. Les Trois Contes sont publiés dans un premier temps sous forme d'épisodes dans deux journaux : Un cœur simple en sept épisodes dans Le Moniteur universel du 12 au 19 avril ; Hérodias en cinq épisodes dans le même journal du 21 au 27 avril ; et La Légende de saint Julien l'Hospitalier en quatre épisodes dans Le Bien public du 19 au 22 avril. Son éditeur Georges Charpentier publie le volume complet le 24 avril 1877. La réception du public est timide, notamment en raison des évènements politiques de mai 1877 (manifestations et répression par l'armée) et Flaubert en rend le président Mac Mahon responsable, le qualifiant de « Bayard des temps modernes ». La réception critique est dans son ensemble beaucoup plus favorable au livre, bien que certains restent dubitatifs, voire très hostiles, envers la troisième nouvelle qui est généralement plus difficilement comprise.

## Résumé

### Un cœur simple

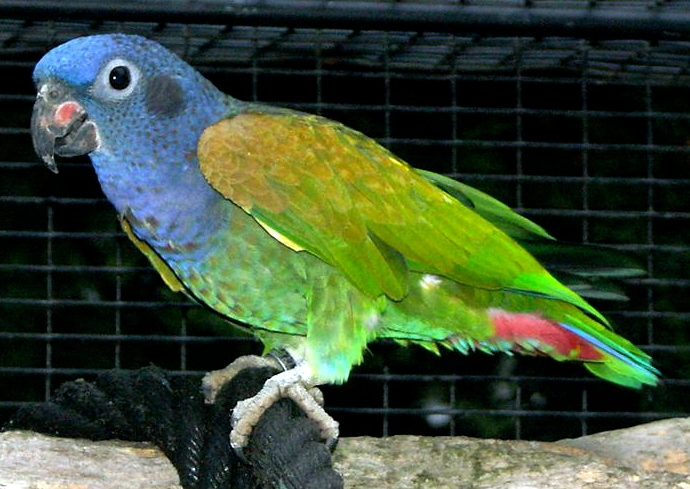
Loulou : Son corps était vert, le bout de ses ailes rose, son front bleu, et sa gorge dorée.

Après une enfance misérable où elle fut placée comme simple fille de ferme dans la campagne normande à la suite de la mort de ses parents, Félicité rencontre au bal un jeune homme qui lui plaît et la demande en mariage. Le moment dit, l'amoureux n'est pas au rendez-vous, et elle apprend qu’il s'est marié avec une riche vieille fille afin de payer un « homme » pour assurer sa conscription à sa place. Trahie, Félicité quitte la ferme et part pour Pont-l'Évêque à la recherche d'une place de bonne. Ses gages étant très bas, elle est employée par Mme Aubain, une jeune veuve mère de deux enfants, Paul et Virginie, qui vit de ses rentes (les noms des personnages renvoient aux protagonistes du roman de Bernardin de Saint-Pierre paru en 1788). Félicité s'occupe de ses tâches avec efficacité et parcimonie, et se prend d'affection pour les petits, qu'elle chérit de tout son cœur.
Paul, pour son éducation, doit partir au collège de Caen, et Virginie commence son catéchisme accompagnée par Félicité, qui apprend ainsi les rudiments de la religion catholique, qui la fascine mais qu'elle interprète toutefois à sa manière. Virginie doit partir à son tour chez les sœurs pour faire son éducation, laissant sa mère seule. Félicité, privée des deux enfants, trouve désormais une chaleur affective avec son neveu Victor, qui lui rend visite de temps à autre. Les années passent ainsi, et en 1819 Victor s'engage comme marin au long cours. Félicité, peinée de ce départ, court seule à pied au Havre pour les adieux. Un jour elle reçoit la triste nouvelle de la mort de son neveu à Cuba des suites de la fièvre jaune, et sombre dans la tristesse. Quelques mois plus tard, c'est Mme Aubain qui reçoit de mauvaises nouvelles sur la santé de Virginie, dont la faible constitution semble mal s'accommoder de problèmes pulmonaires. Les médecins recommandent un éloignement en Provence pour profiter du climat, mais Mme Aubain décline la proposition alors que sa fille semble se remettre. Cependant la rémission est de courte durée, et Virginie est emportée par une fluxion de poitrine. Félicité veille deux jours et deux nuits la petite défunte : sa mère sombre dans le désespoir. Les années passent, au rythme des travaux de la maison et des événements de la première moitié du XIXe siècle.
En 1828, le nouveau sous-préfet nommé à Pont-l'Évêque rend visite à Mme Aubain. Ils viennent à se fréquenter et nouent une amitié bourgeoise de province. Le préfet, qui a vécu dans les îles, possède un domestique noir et un perroquet qui fascine Félicité car il vient des Amériques et lui évoque ainsi le souvenir de son neveu Victor. Le préfet, muté à une nouvelle affectation, laisse en guise d'adieu le perroquet à Mme Aubain, qui n'en a que faire et le donne à sa bonne. Félicité le nomme Loulou, s'occupe affectueusement de lui, et transfère tout son amour sur ce compagnon. Un jour que le perroquet profite de sa liberté pour s'échapper, Félicité part à sa recherche, finit par le retrouver, mais attrape une otite, qui dégénère et la rend pratiquement sourde. Elle se renferme de plus en plus dans son monde intérieur, entendant seulement le bruit de son oiseau. Durant l'hiver 1837, Loulou meurt de congestion et, sur les conseils de sa maîtresse, Félicité le fait empailler. Elle le place dans sa modeste chambre parmi les simples objets hétéroclites et souvenirs de sa vie. La vie de Félicité n'est plus rythmée que par les repas de sa patronne et les messes à l'église ; émerveillée par les vitraux du Saint Esprit, elle ne peut s'empêcher de faire l'association avec son animal empaillé ; elle finit par le mettre dans sa chambre à côté d'une image d'Épinal du baptême du Christ croyant que « le Père, pour s'énoncer, n'avait pu choisir une colombe […] mais plutôt un des ancêtres de Loulou ».
En 1853, Mme Aubain meurt à son tour et la maison est mise en vente. La propriété ne trouvant pas d'acquéreur, Félicité peut y demeurer ; craignant un revirement des héritiers, elle ne réclame rien pour la maintenir en état. Le toit se dégrade et Félicité, dont la chambre prend l'eau, attrape une pneumonie. Enfin, à l'occasion de la Fête-Dieu, vieille et malade, après un dernier baiser d'adieu au perroquet délabré, elle l'offre au curé, pour qu'il soit déposé sur l'autel dressé à proximité de la maison. La procession passe, s'arrête au reposoir où trône Loulou, et un dernier nuage d'encens parvient, sur son lit de mort, à Félicité, qui voit un perroquet immense l'emporter au ciel.

### La Légende de saint Julien l'Hospitalier

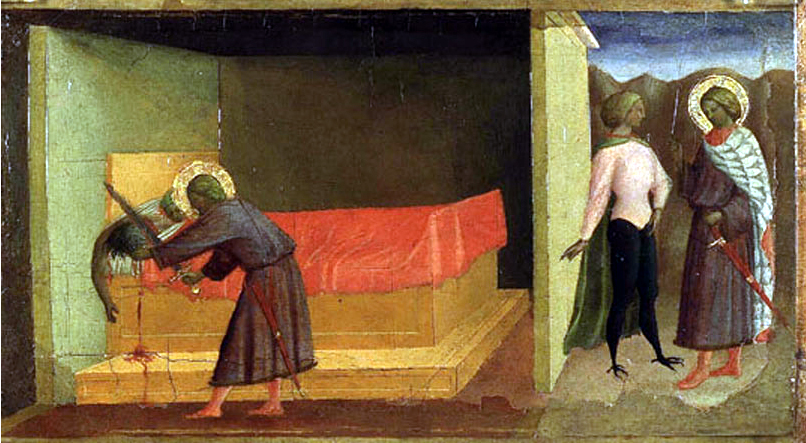
Julien l'Hospitalier tuant ses parents, par Masolino da Panicale, tempera sur bois du XVe siècle (musée Ingres).

Julien est le fils d'un petit seigneur local. À sa naissance, deux messagers surnaturels rendent visite indépendamment à ses parents pour leur annoncer que leur fils est promis à un destin extraordinaire de conquérant et de saint. L'un et l'autre, enthousiasmés par la divination, se taisent cependant et se dévouent entièrement au bien-être et à l'éducation de leur fils. Julien grandit au milieu de la nature et se découvre un goût enivrant pour la chasse. Ne pouvant plus contrôler son appétit de prédateur, il se livre à des tueries dans les forêts environnantes, abattant tout animal qui passe à sa portée. Alors qu'il massacre un cerf, sa biche et leur faon, il se trouve soudainement défait de ses armes, le cerf blessé se tourne face à lui pour l'encorner mais s'arrête soudain et lui lance une malédiction : 

« Maudit ! maudit ! maudit ! un jour, cœur féroce, tu assassineras ton père et ta mère. »

 Julien épouvanté retourne au château et se cloître plusieurs jours. Il finit par reprendre ses études et son entrainement jusqu'au jour où, croyant voir une cigogne, il lance un javelot qui se fiche dans la coiffe de sa mère qui passait. Stupéfait d'avoir failli la tuer, il part sur le champ en exil avec une troupe d'aventuriers dont il prend peu à peu la tête, par démonstration de sa force et de son courage, se mettant au service des princes et des rois du monde tel un mercenaire.

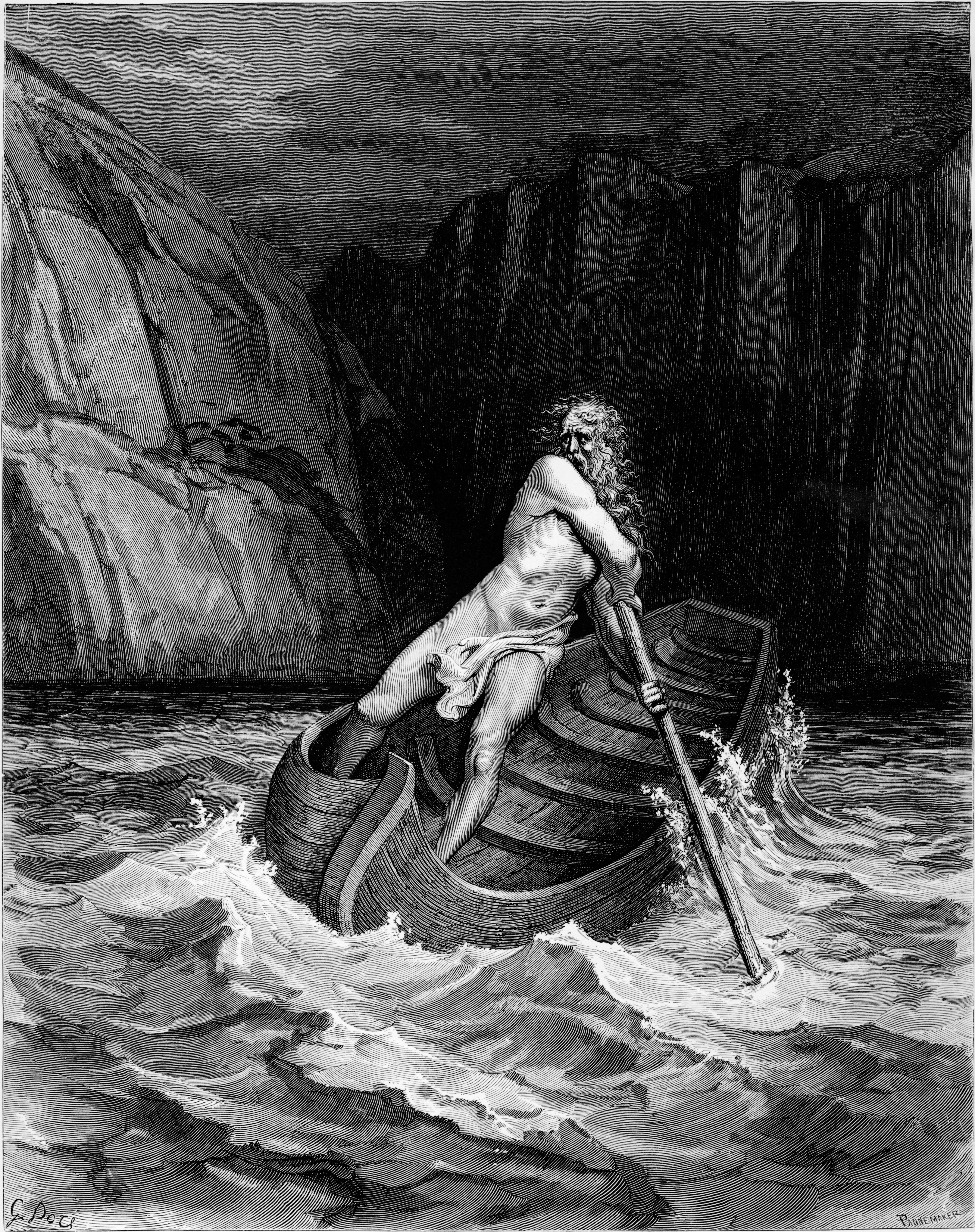
Julien, tel Charon passeur sur le Styx aux Enfers (gravure de Gustave Doré).

Toujours vainqueur lors luttes, batailles, et guerres, il défie sans cesse la mort des années durant pour fuir la malédiction. Un jour qu'il défend l'« empereur de l'Occitanie » contre les « musulmans espagnols » et sort une nouvelle fois vainqueur du combat, le souverain lui propose argent, terre, et gloire en remerciement. Julien refusant toutes les récompenses, l'empereur lui offre alors sa fille en mariage, à laquelle il ne peut résister. Les noces passées, Julien et son épouse partent dans leur nouveau palais. Las, Julien se languit de sa vie de naguère et nul divertissement ne lui procure de plaisir. Son épouse, inquiète de son état, lui en demande la raison. Julien avoue la malédiction du cerf et son refus de retourner à la chasse ou au combat. Cependant, un soir que des animaux nocturnes rôdent autour du palais, ne pouvant plus résister, Julien s'en va avec son carquois à l'appel de la forêt obscure sous le regard étonné de son épouse à qui il promet son retour au matin. Le lendemain, deux vieillards se présentent au palais. L'épouse les accueille et ils lui révèlent être les parents de Julien. Heureuse d'une telle surprise, elle les nourrit et les loge avec faste, offrant sa chambre et son lit pour le repos. Les parents de Julien, émerveillés de voir leur fils devenu gendre d'un empereur, attendent son retour dans la tranquillité. Après plusieurs jours de chasse infructueuse et frustrante — tous lui échappent, du sanglier ou du loup à la plus simple perdrix —, furieux, Julien s'en retourne au palais dans l'obscurité du soir et découvre un homme dans le lit de son épouse. Hors de lui et devenu fou de colère, il poignarde aveuglément les deux corps se trouvant dans la couche matrimoniale. Sa femme arrive alors, et, à la lumière du flambeau qu'elle porte, il ne peut que constater son erreur et le parricide. Il ordonne de ne plus lui parler, d'enterrer ses parents, et après quelques jours quitte à tout jamais sa demeure.
Julien devient mendiant, erre de par le monde, se mortifie et expie sa faute par tous les moyens que le destin met sur sa route. Devenu vieux et fatigué, il se trouve un jour près d'un fleuve que nul bac ou passeur ne veut plus franchir depuis des années en raison du danger. Il décide, tel Charon aux Enfers, de s'astreindre à cette tâche, remet à flot une vieille barque et aménage la chaussée de la berge pour assurer le passage. Les voyageurs arrivent et profitent de la traversée rétablie et gratuite. Julien vit alors dans le plus total dénuement, tel un ermite. Une nuit de tempête, une voix l'appelle de l'autre côté de la rive et lui demande le passage. Julien arrive et découvre un lépreux en guenilles mais dont l'attitude est celle de la « majesté de roi ». Il le fait passer malgré l'ouragan qui se déchaîne et l'homme lui demande l'hospitalité pour la nuit. À la lumière de la cabane, il découvre un homme décharné, plein de pustules suintantes, le visage ravagé, et l'haleine nauséabonde. L'homme a faim ; il le nourrit de pain noir. L'homme a soif ; il le désaltère d'une cruche miraculeusement remplie de vin. L'homme a froid ; il lui offre tout ce qu'il possède et son lit. L'homme se plaint toujours du froid et lui demande de lui donner la chaleur de son corps pour ses os de glace ; Julien se déshabille et le réchauffe poitrine contre poitrine, souffle contre souffle. Le lépreux l'étreint plus fortement et se change en clarté merveilleuse et encens. Julien monte au ciel avec lui et se trouve face au Seigneur Jésus.

### Hérodias

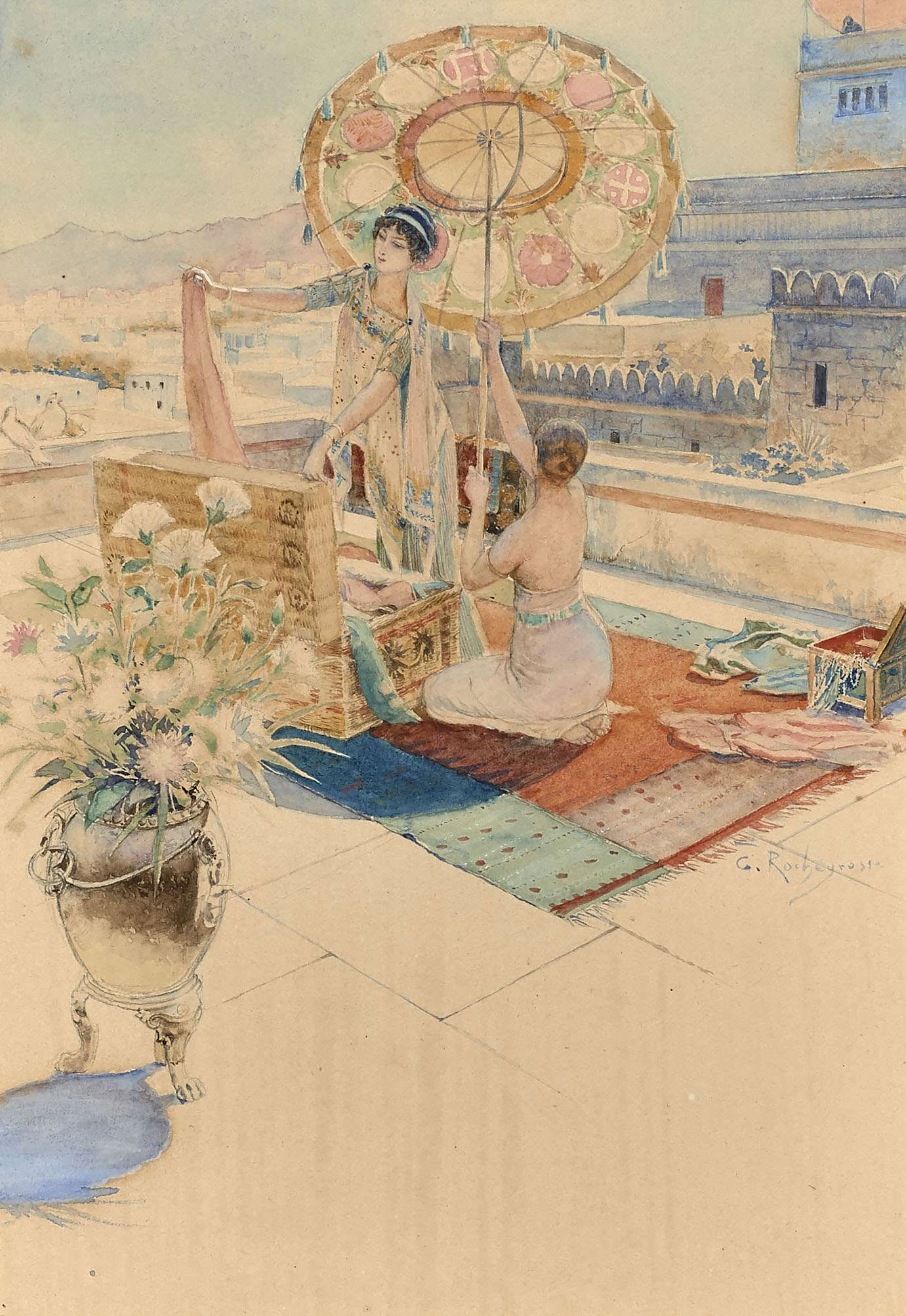
Antipas observant une jeune fille et sa suivante sur une terrasse.
Aquarelle de Georges-Antoine Rochegrosse pour le conte « Hérodias », Trois Contes, Paris, A. Ferroud, 1892.

Dans sa citadelle de Machaerous, au bord de la mer Morte, Hérode Antipas retient prisonnier Iaokannan (Jean le Baptiste), qui condamne publiquement son union incestueuse avec Hérodias, sa propre nièce. Celle-ci avait quitté le frère d'Hérode, Hérode Philippe, dont elle était l'épouse ; n'étant poussée que par l'intérêt, Hérodias craint d'être répudiée.
Lors d'un grand festin, Salomé, fille d'Hérodias et d'Hérode Philippe, exécute une danse sublime qui séduit tous les convives. Lorsqu'Antipas se déclare prêt à lui offrir tout ce qu'elle souhaite, Salomé, manipulée par sa mère, exige la tête de Jean le Baptiste sur un plateau.
Lorsque la tête d'Iaokannan est présentée à Antipas,

« [d]es pleurs coulèrent sur les joues du Tétrarque.
Les flambeaux s’éteignaient. Les convives partirent ; et il ne resta plus dans la salle qu’Antipas, les mains contre ses tempes, et regardant toujours la tête coupée, tandis que Phanuel, debout au milieu de la grande nef, murmurait des prières, les bras étendus. »

Le lendemain arrivent deux hommes « expédiés autrefois par Iaokannan », et Phanuel part avec eux vers la Galilée, transportant la tête d’Ioakannan. « Comme elle était très lourde, ils la portaient alternativement. »

## Analyse

### Style
Trois Contes témoigne d'une grande puissance d'évocation, qu'il s'agisse du portrait psychologique de Félicité dans Un cœur simple, de la violence des actes de Saint Julien, ou de l'atmosphère surchargée jusqu'au vertige d'Hérodias.
L'écriture de Flaubert est maîtrisée et précise. Elle comporte des images fortes, peu surprenantes dans le conte fantastique de Saint Julien (« Il traversa des régions si torrides que sous l'ardeur du soleil les chevelures s'allumaient d'elles-mêmes, comme des flambeaux »), plus inattendues dans le récit réaliste d'Un cœur simple (« Les prairies étaient vides, le vent agitait la rivière ; au fond, de grandes herbes s'y penchaient, comme des chevelures de cadavres flottant dans l'eau ») ; l'apparition de la tête à la fin d'Hérodias est, elle, particulièrement impressionnante, formulée avec une phrase très simple, « La tête entra », après un suspense d'une grande intensité.

### Interprétation
Pour Michel Tournier, chacun des trois contes se rapproche d'une des œuvres antérieures de son auteur : Un cœur simple, de Madame Bovary, Saint Julien, de La Tentation de saint Antoine, et Hérodias, de Salammbô.
Pour Samuel de Sacy, les Trois Contes « résument tout l'art flaubertien : Un cœur simple, c'est le psychologue intimiste ; Hérodias, c'est l'historien, le peintre ; Saint Julien, l'amateur de fables et de surnaturel. Tour à tour son enfance, l'Antiquité, le Moyen Âge, fournissent le décor. ». L'ordre est aussi très intéressant. La première œuvre est Un cœur simple, dont l'action est contemporaine à Flaubert. Puis, Saint Julien a pour cadre le Moyen Âge. Enfin, Hérodias se situe dans un cadre antique lointain. Au fur et à mesure que l'on s'avance dans l'œuvre, on s'éloigne dans le temps. Enfin, il existe une interprétation qui peut prêter à critiques, mais néanmoins très intéressante, celle de la sainte trinité. Saint Julien s'attache à la figure des parents, et en particulier du père. Hérodias insiste sur l'image du fils. Enfin, Un cœur simple s'attache à l'image du perroquet, l'unique ami de Félicité, qui se rapproche du Saint-Esprit.[réf. nécessaire]

De façon anecdotique, Flaubert insère dans son Dictionnaire des idées reçues le nom « Félicité » à la lettre F. La définition qu'il donne est la suivante : 

« Toujours "parfaite". Votre bonne se nomme Félicité, alors elle est parfaite. »

## Adaptations
Pour l'opéra, le compositeur Jules Massenet adapte le conte Hérodias sous le titre Hérodiade en 1881, tandis que le compositeur Camille Erlanger adapte Légende de saint Julien l'Hospitalier sous le titre homonyme en 1888 ; toutefois ce dernier n'est créé qu'en 1897.
Au cinéma, Marion Laine réalise en 2008 le film français Un cœur simple.
La nouvelle Un cœur simple est également adaptée au théâtre par Isabelle Andréani dans une mise en scène de Xavier Lemaire et une scénographie de Caroline Mexme ; cette adaptation est présentée par la Compagnie Les Larrons au festival d'Avignon en 2018 et en 2019 et est nommée aux Molières 2019 dans la catégorie « Seul(e) en scène ».

## Éditions

### Éditions illustrées
- La légende de saint Julien l'Hospitalier, illustrée de vingt-six compositions par Luc-Olivier Merson gravées à l'eau-forte par Géry-Bichard ; préface par Marcel Schwob, Paris, A. Ferroud, 1895[11]
- Trois Contes, avec six compositions originales en couleurs de Chahine, Lobel-Riche et Chimot, Rombaldi, 1936
- Trois Contes, illustrations originales de Raoul Serres, Paris, Éditions Albert, coll. « Les Presses de la Cité », 1943

### Livres audio
- Un cœur simple a fait l'objet de diverses interprétations en livre audio :
  - Un cœur simple (interprètes non mentionnés), éditions Le livre qui parle, réf. 017, Loubejac, 1987, 1 cassette audio (65 min) (BNF 38136749)
  - Un cœur simple lu par Nicole Garcia, éditions Des femmes, coll. « Bibliothèque des voix », Lagny-sur-Marne, 1988, 1 cassette audio (BNF 38154092) ; réédité en 2004, par le même éditeur dans la même collection, sous forme d'un disque compact (71 min) (BNF 39923504)
  - Un cœur simple lu par Christiane Deïs, éditions La voix de son livre, coffret VSL261, Grenoble, 1996, 1 cassette audio (60 min)  (EAN 9782869862616) (BNF 38338405)
  - Un cœur simple lu par Marie-Christine Barrault, éditions Audiolib, coll. « Chefs-d'œuvre à écouter », album 25 0120 3, Paris, 2009, 1 disque compact (75 min)  (ISBN 978-2-35641-084-9) (BNF 41492451)
  - Un cœur simple lu par Fabrice Luchini, éditions Radio France-INA, coffret 211821, Paris, 2009, 2 disques compact (96 min)  (EAN 3415822118210) (BNF 42028258)
- La Légende de saint Julien l'Hospitalier a été lu par Denis Podalydès pour France Culture en quinze courtes émissions[12].